# كارلو بيلاك
كارلو بيلاك (22 أبريل 1991 في كرواتيا - ) هو لاعب كرة قدم كرواتي في مركز الوسط. لعب مع ميلسامي أورهي وNK Lučko ‏ وNK Rudeš ‏.

## وصلات خارجية
- كارلو بيلاك على موقع قاعدة بيانات كرة القدم.إي يو (الإنجليزية)
- كارلو بيلاك على موقع Soccerway.com (الإنجليزية)
- كارلو بيلاك على موقع عالم كرة القدم.نت (الإنجليزية)